# Rejon Şuşa
Rejon Şuşa (azer. Şuşa rayonu) – rejon w zachodnim Azerbejdżanie, ze stolicą w mieście Şuşa. Do 2020 w całości pod kontrolą separatystycznego Górskiego Karabachu. 9 listopada 2020 większość terytorium rejonu, w tym miasto Şuşa zostało odbite przez wojska Azerbejdżanu.